# Palacio Barolo
Pour les articles homonymes, voir Barolo.
Le Palacio Barolo est un immeuble situé sur l'Avenida de Mayo, dans le quartier de Monserrat, à Buenos Aires, Argentine.  

## Histoire
Il a été édifié entre 1919 et 1923 par l'architecte italien Mario Palanti, à la demande de Luis Barolo, un magnat du textile. 
C'était à l'époque l'immeuble le plus haut d'Amérique du Sud avec ses 100 m de hauteur et ses 18 étages. Il ne sera détrôné qu'en 1935 par la construction du Kavanagh.
En 1997 le Palacio Barolo fut déclaré Monument Historique National.

## Description
L'architecte s'est inspiré de la Divine Comédie de Dante pour le décor :
- les 100 mètres de hauteur représentent les 100 chants du poème ;
- il est divisé en trois sections distinctes qui correspondent aux trois livres : l'enfer, le purgatoire, et le paradis ;
- le hall d'entrée est surmonté de neuf voûtes qui représentent les neuf hiérarchies infernales ;
- chaque étage dispose de onze ou vingt-deux bureaux, ce qui correspond au nombre de strophes des chants.

L'immeuble est surmonté d'un phare, qui devait à l'origine permettre d'échanger des signaux avec le Palacio Salvo à Montevideo (Uruguay), construit par le même architecte en 1925. Le Palacio Barolo qui observe la même architecture que le Palacio Salvo mesure cependant cinq mètres de plus que son jumeau. 
L'immeuble sert encore aujourd'hui de bureaux. Son phare possède toujours 300 000 bougies en condition de fonctionner.